# غرفه (تونس)

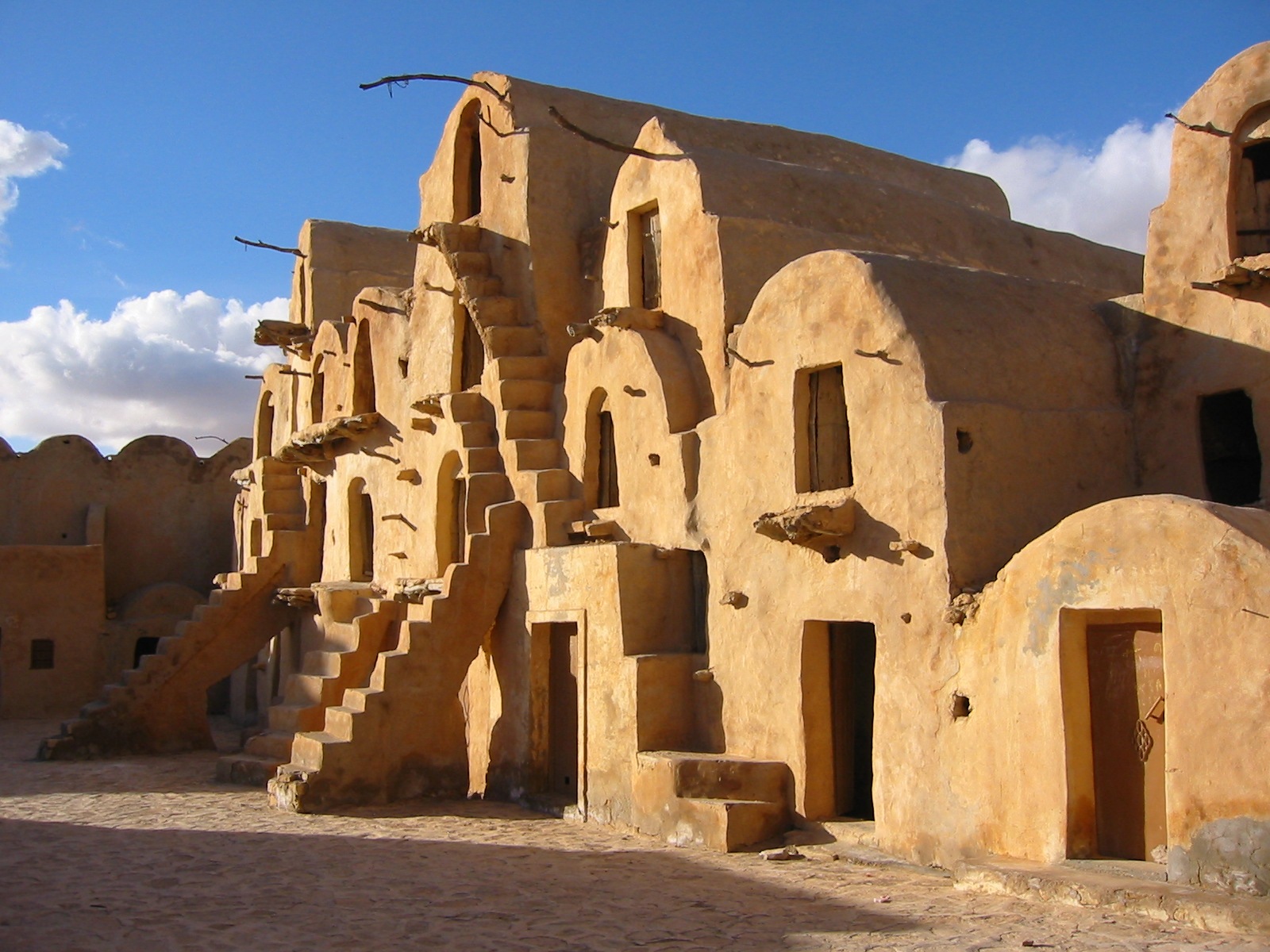
غرفه‌های چند سطحی، همانطور که در قصر اولاد سلطان در جنوب تونس دیده می‌شود

غرفه ( عربی: غرفة اتاق) یک اتاق طاقدار است که توسط بربرها برای ذخیره غلات استفاده می‌شد و اغلب به عنوان سازه‌های چند طبقه روی هم قرار می‌گیرند و گاهی اوقات به چهار طبقه می‌رسند. به طور سنتی، اتاق‌ها با هم به عنوان یک قصر، استحکاماتی که توسط روستاهای بربر در مغرب برای ذخیره مقادیر زیادی غلات استفاده می‌شد، در کنار هم قرار می‌گرفتند.

## در فرهنگ عامه
غرفه‌ها به طور برجسته در فیلم جنگ ستارگان: اپیزود اول - تهدید شبح در نقش محل بردگان تاتویین، خانه آناکین اسکای واکر ظاهر شدند. این صحنه‌های فیلم غرفه‌هایی را از چندین مکان در جنوب تونس از جمله قصر اولاد سلطان و قصر حداده نشان می‌دهد. غرفه در مالت همچنین می‌تواند به معنای اتاقی خلوت در مزرعه، اتاق خواب، هر نوع انباری، پناهگاه حیوانات یا دیگر اتاق‌های سنتی کاربردی باشد.